# Alan e Aladim (álbum de 1987)
Alan e Aladim é o 4º álbum de estúdio da dupla sertaneja brasileira Alan & Aladim. Foi lançado em 1987 pelo selo Nova Copacabana. Este álbum chegou perto de vender um milhão de cópias. Os sucessos do álbuns foram "Liguei pra Dizer Que Te Amo", "Dois Passarinhos", "A Dois Graus" e "Felicidade Amor".

## Faixas
| N.º | Título                        | Duração |  |
| 1.  | "Meu Companheiro (Sou Eu)"    | 2:50    |  |
| 2.  | "O Primeiro em Sua Vida"      | 3:10    |  |
| 3.  | "A Dois Graus"                | 3:27    |  |
| 4.  | "Paixão"                      | 3:22    |  |
| 5.  | "Liguei pra Dizer Que Te Amo" | 2:52    |  |
| 6.  | "Eu nem Sei Existir"          | 2:49    |  |
| 7.  | "Chama do Prazer"             | 2:31    |  |
| 8.  | "Amiga"                       | 3:20    |  |
| 9.  | "Volte Querida"               | 2:41    |  |
| 10. | "Dois Passarinhos"            | 3:21    |  |
| 11. | "Felicidade Amor"             | 3:50    |  |
| 12. | "Canção da Esperança"         | 2:41    |  |